# Stadio del decimo anniversario del Manifesto di luglio
Lo Stadio del decimo anniversario del Manifesto di luglio (in polacco Stadion Dziesięciolecia Manifestu Lipcowego) è stato uno stadio polacco della capitale polacca Varsavia, di proprietà dello stato.

## Storia
Nel 1953 il governo della Repubblica Popolare di Polonia decise la costruzione di uno stadio polivalente, bandendo un concorso che è stato vinto dagli architetti Jerzy Hryniewiecki, Zbigniew Ihnatowicz e Jerzy Sołtan. La costruzione venne avviata nel 1954. Il nome dello stadio celebra il X anniversario del manifesto del 22 luglio 1944 in cui i comunisti spalleggiati dall'Unione Sovietica proclamavano il Comitato Polacco di Liberazione Nazionale (polacco: Polski Komitet Wyzwolenia Narodowego; sigla: PKWN) come l'unico governo polacco legittimo, rompendo con il governo in esilio della Polonia. Lo stadio avrebbe dovuto ospitare il Festival mondiale della gioventù e degli studenti del 1955, una manifestazione organizzata dalla Federazione mondiale della gioventù democratica.
Il materiale di costruzione dello stadio venne ricavato dai detriti delle macerie provenienti dalla distruzione di Varsavia operata delle truppe di occupazione tedesche in seguito all'insurrezione di Varsavia.
Lo stadio, senza copertura, aveva una struttura ellittica, con una pista di atletica di 400 metri e poteva ospitare 71000 spettatori. L'inaugurazione dello stadio avvenne il 22 luglio 1955, 11º anniversario del manifesto di luglio.
Lo stadio è stato scelto dalla Federazione calcistica della Polonia quale teatro delle partite della nazionale di calcio della Polonia e quale sede della finale della Coppa di Polonia. Lo stadio è anche stato sede di importanti gare di atletica leggera, di manifestazioni del Partito Operaio Unificato Polacco, di concerti vari e festival commemorativi e più volte sede di arrivo della Corsa della Pace (de. Friedensfahrt, cs. Závod Míru, pl. Wyścig Pokoju) una corsa a tappe maschile di ciclismo su strada.
L'8 settembre 1968 si tenne nello stadio una manifestazione del regime comunista. Davanti al folto pubblico (erano presenti anche numerosi giornalisti e diplomatici stranieri), Ryszard Siwiec, un filosofo dissidente ed ex militare dell'Armia Krajowa si diede fuoco in segno di protesta per l'invasione della Cecoslovacchia da parte delle truppe del Patto di Varsavia che metteva fine all'esperienza della Primavera di Praga. L'uomo morì quattro giorni dopo per le gravi ustioni riportate. Nel 2001 Siwiec fu insignito alla memoria dell'Ordine di Tomáš Garrigue Masaryk da parte del Presidente della Repubblica Ceca Václav Havel; nel 2003 fu decorato con l'Ordine della Polonia Restituta da parte del Presidente polacco Aleksander Kwaśniewski. All'ingresso dello stadio una lapide ne ricorda il sacrificio.
Nel 1983, dopo essere stato sede di un importante raduno cattolico alla presenza di Papa Giovanni Paolo II con oltre 100000 persone, lo stadio, per problemi tecnici dovuti agli alti costi di esercizio e di manutenzione, venne abbandonato e nel 1989 affittato ad una compagnia che ne fece un grande mercato a cielo aperto con oltre 5000 operatori. Il mercato, che ha vissuto il suo momento d'oro negli anni novanta era diventato un luogo di traffici illegali.

## Lo stadio nazionale di Varsavia
Con l'assegnazione del campionato europeo di calcio 2012 alla Polonia, nel 2008 sono stati avviati i lavori di demolizione per la costruzione del nuovo stadio nazionale di Varsavia, costruito all'interno del vecchio stadio con le gradinate di accesso del vecchio impianto che, similmente al Zentralstadion di Lipsia, si integrano alla nuova struttura. Il nuovo stadio sorge all'interno di un complesso sportivo denominato Centro sportivo nazionale (in polacco Narodowe Centrum Sportu) che comprende una piscina olimpica con tribune per 4 000 spettatori, un palazzetto dello sport polifunzionale con tribune per 15 000 spettatori, un centro congressi, punti di ristoro e servizi vari. La costruzione del nuovo stadio è stata accompagnata da una riqualificazione di tutta l'area, con l'ammodernamento della vicina stazione delle ferrovie polacche e la costruzione di una stazione della metropolitana per un collegamento veloce con il centro della città.
La costruzione dello stadio ha avuto inizialmente dei ritardi a causa delle resistenze degli operatori del mercato che hanno cercato in tutti i modi di opporsi all'ordine di abbandonare l'area dello stadio.
Il nuovo stadio, che ha ospitato cinque incontri del campionato europeo, tra cui l'incontro di apertura della manifestazione tra le nazionali di Polonia e Grecia e una delle due semifinali. Ospita anche gli incontri più importanti del Legia Varsavia, il cui terreno di gioco resta comunque quello dello stadio dell'Esercito polacco.

## Galleria d'immagini

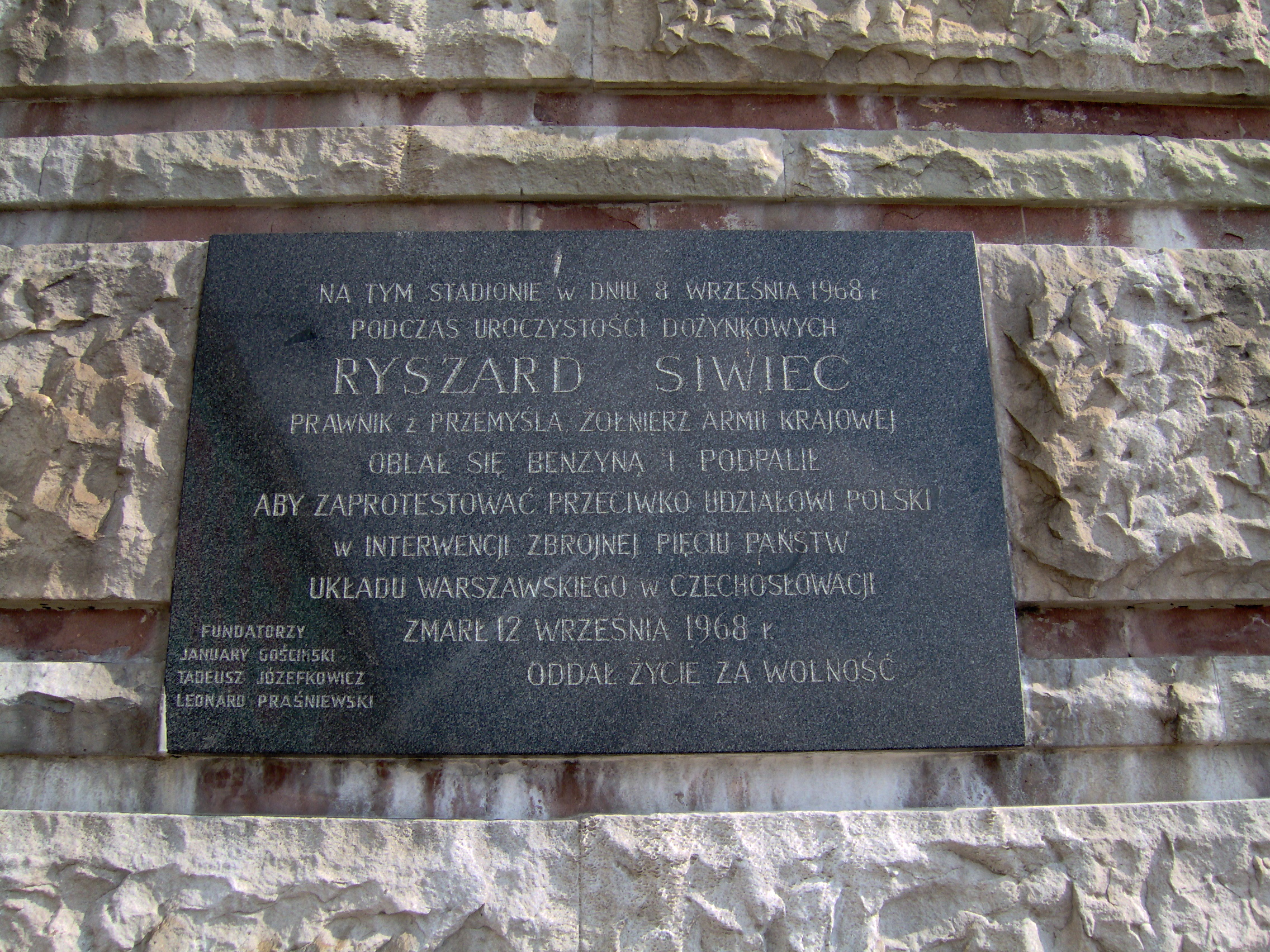
La lapide che ricorda il sacrificio di Ryszard Siwiec
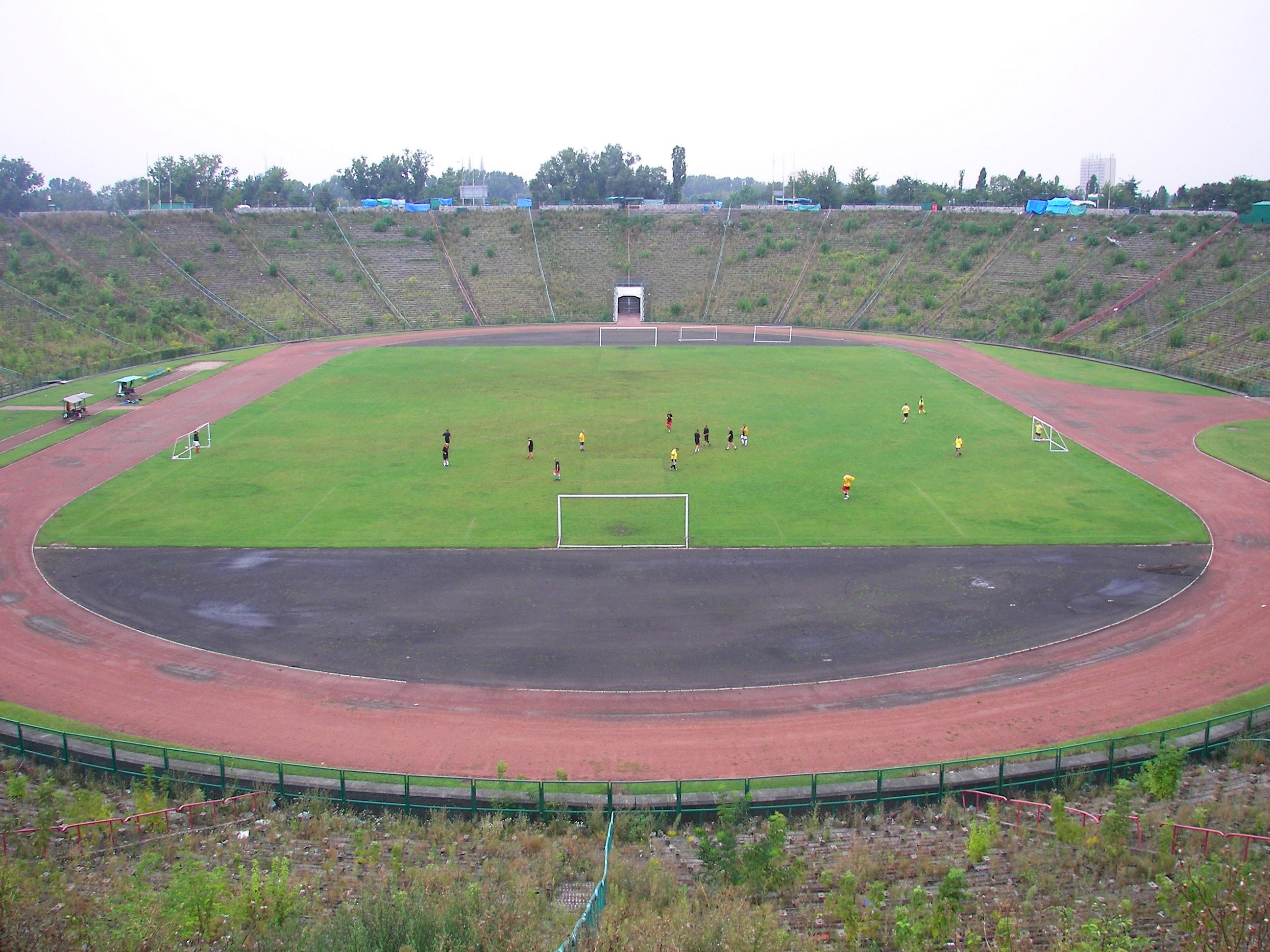
Lo stadio nel 2007 in condizioni di abbandono
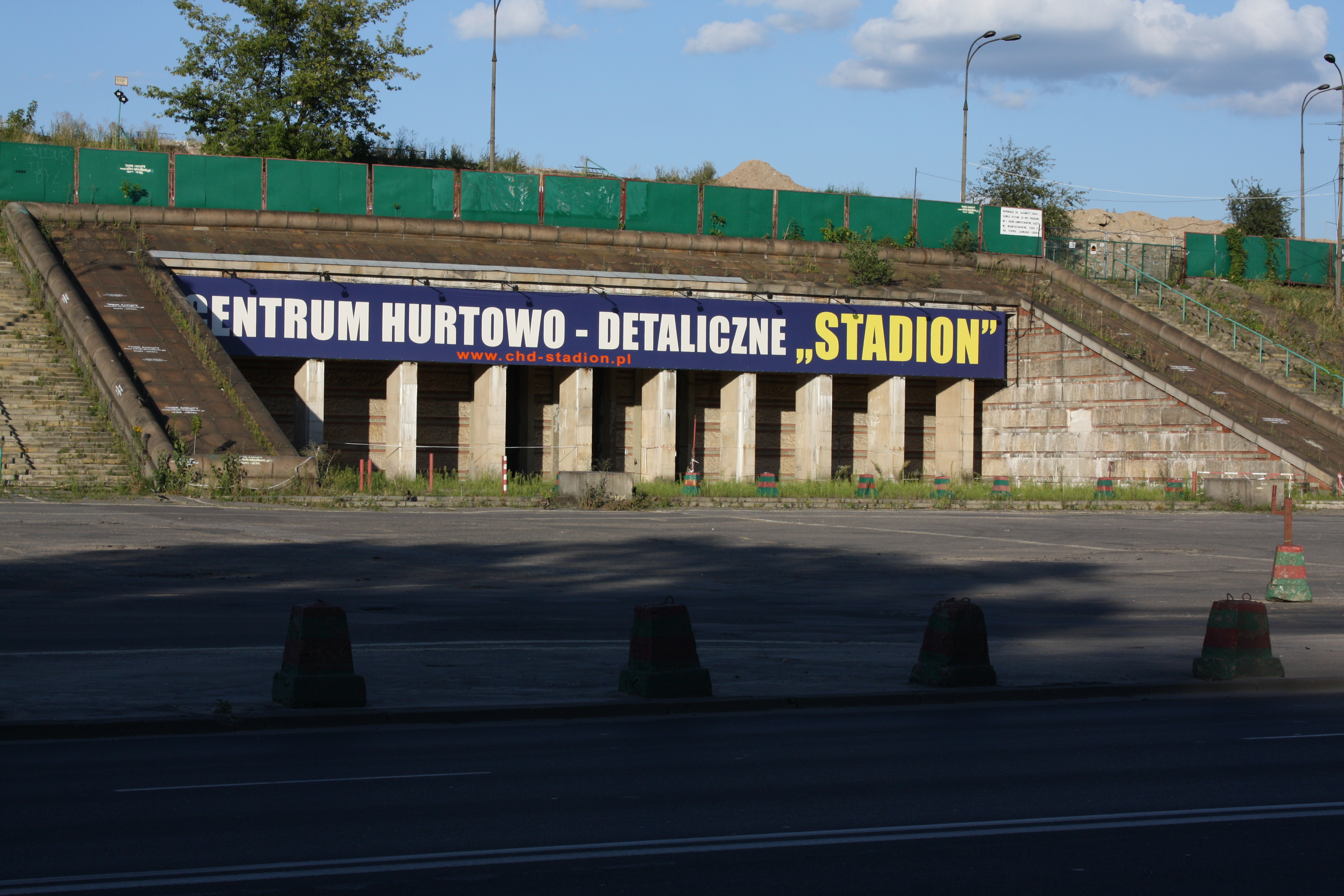
Le gradinate di accesso allo stadio